# YouScan
YouScan — платформа з моніторингу та аналітики соціальних медіа та онлайн-ЗМІ, яка працює на основі штучного інтелекту та має провідні можливості розпізнавання зображень, допомагає бізнесам вивчати думки користувачів, знаходити важливі інсайти та управляти репутацією.
Основні ринки стартапу: Україна, Європа, Великобританія, Північна Америка та Латинська Америка. Офіси компанії знаходяться у Києві та Лімасолі; багато співробітників працюють також віддалено з інших місць України, ЄС, Канади, Мексики та Бразилії.
Клієнтами компанії є Ощадбанк, Vodafone, Нова Пошта, Samsung, OLX, Danone, DTEK, Fozzy Group, Coca-Cola, McDonalds, Synevo, Grammarly, Rozetka та Uklon тощо, які використовують YouScan для того, щоб аналізувати зворотний зв'язок споживачів та покращувати для них свої продукти та послуги.
Платформою YouScan користуються також маркетингові, діджиталі та дослідницькі агенції, зокрема M&C Saatchi та Publicis Groupe, та неприбуткові установи як UNICEF та Київ Цифровий.
YouScan є членом SBA — Swedish Business Association in Ukraine.

## Історія
Компанія YouScan була заснована у 2009 році Олексієм Орапом.
У 2010 році компанія YouScan приєдналась до програми підтримки стартапів Microsoft BizSpark, а з 2019 року YouScan є учасником програми підтримки AI стартапів від компанії Nvidia — Nvidia Inception.
Окрім основного продукту для медіамоніторингу, з 2013 до 2018 року компанія розвивала додатковий продукт для пошуку потенційних покупців (лідів) в соцмережах — Лідсканер (LeadScanr).
У 2018 році YouScan придбала сервіс моніторингу соціальних медіа BrandSpotter. Тоді ж YouScan представила нову технологію розпізнавання зображень під назвою «Visual Insights», що допомагає компаніям відстежувати зображення, на яких присутнє лого їх бренду, а також аналізувати контекст цих зображень.
У 2022 році YouScan стала учасником Дія. Сіті.
З 2010 до 2022 компанія також мала офіс продажів у РФ, але з початком повномасштабної російської агресії проти України було ухвалене рішення про його закриття.
2023 року компанія випустила Insights Copilot, першого в індустрії аналітики соцмедіа ШІ-ассистента на основі ChatGPT, який дозволяє користувачам миттєво отримувати інсайти з соціальних даних за допомогою діалогового інтерфейсу.
В 2022 році Леонід Литвиненко став CEO компанії.
З січня 2024 року YouScan є учасником Lviv IT Cluster.

## Інвестиції
У 2010 році компанія залучила seed-інвестицію у розмірі 50 тисяч євро від європейського венчурного фонду The OpenFund (Афіни, Греція).
У 2013 році компанія виграла конкурс стартапів на European Venture Summit у Києві та залучила 25 тисяч доларів від акселератора стартапів 500Startups на розвиток проєкту LeadScanr.
У 2015 році компанія залучила Series A раунд інвестицій від інвестиційних фондів Kinnevik AB, VNV Global AB (Швеція), які разом з фондом Hype Ventures стали мажоритарними акціонерами компанії.
У липні 2022 року YouScan залучив два мільйони доларів інвестицій на розвиток бізнесу від чинних інвесторів.

## Інша діяльність
З 2016 року YouScan підтримує проєктор ДонорUA для пошуку донорів крові в реальному часі в блогах, новинах, соціальних мережах.
Влітку 2018 року компанія встановила на терасі офісу в Києві сонячну електростанцію потужністю 3.6 кВт.
У період повномасштабного вторгнення Росії в Україну компанія YouScan за допомогою своїх технологій підтримала низку державних та волонтерських ініціатив по боротьбі з фейками та дезінформацією, а також збереженню важливих даних і фактів подій.
Зокрема YouScan підтримав такі проєкти як:
- #WorldForUkraine: інтерактивна мапа мітингів по всьому світу на підтримку України;[34]
- платформа Dopomagai.org надання та пошуку житла для переселенців;[35]
- підготовка аналітичного звіту «як ВООЗ говорить про війну в Україні»;[36]
- ГО ‘SaveDnipro’, що разом з Міністерством захисту довкілля займаються збором даних про екологічні злочини для майбутнього позову до Міжнародного суду ООН;[37]
- Благодійний фонд Сергія Притули;[38]
- та інші.[33]

У серпні 2023 YouScan став однією з перших компаній, яка взяла участь у проєкті Braveproject, який має на меті залучити $1M на військові та гуманітарні донати для України.
YouScan допомагає ДонорUA відстежувати потреби у донорській крові по всій Україні, оперативно реагуючи на звернення від центрів крові, пацієнтів та їхніх близьких. Також використання аналітичних сервісів YouScan сприяє постійному удосконаленню платформи ДонорUA.

## Розвиток ІТ-спільноти в Україні
YouScan є активним учасником української ІТ-спільноти. У київському офісі компанії проводяться технічні мітапи. Співробітники компанії часто виступають в ролі доповідачів та лекторів курсів з продуктового дизайну, розробки програмних продуктів, побудови корпоративної культури, штучного інтелекту.
Олексій Орап, засновник YouScan, був ментором у стартап-інкубаторах України, таких як Happy Farm та EastLabs. Наразі входить в склад експертної ради Українського Фонду Стартапів (USF) та ментором на платформі «Ментори в тилу».
У 2019 році компанія виступила спонсором конференції 42 Investment Summit: SaaS Universe в Unit.City, а також спонсорувала видання галузевих гайдів для промоції українських технологій на міжнародних ринках, зокрема на SaaS in Ukraine 2019:industry guide та MARTECH.MADE IN UKRAINE 2021.
У 2020 році, компанія опублікувала першу open-source модель української мови на основі штучного інтелекту для NLP застосунків.
У травні 2023 Євген Терпіль (керівник відділу Data Science в YouScan), Леонід Литвиненко (CEO в YouScan) та Олексій Орап (засновник YouScan) виступили в ролі спікерів на освітньому онлайн-курсі «Основи Штучного Інтелекту» від компанії Google в Україні.
Євген Терпіль (керівник відділу Data Science в YouScan) став куратором освітнього курсу Machine Learning Beginning у Projector Institute.
Катерина Гордієнко (VP of Customer Success в YouScan), заснувала спільноту «CS українською», яка проводить регулярні нетворкінг зустрічі спеціалістів з CS в Києві, та блог «Customer Success українською» для обміну досвідом з кращих практик підтримки клієнтів в ІТ-компаніях України.
Олексій Орап був ментором стартапів на конференціях «ІТ Arena Lviv» у 2022 та «IT Arena Lviv» у 2023, а у жовтні 2023 виступив доповідачем та членом журі на конкурсі стартап-пітчів «IT Meets: Startups» у Львові, та взяв участь в онлайн-дискусії «Як ChatGPT змінить індустрію стартапів» від Projector Institute.
У серпні 2023 YouScan разом з спільнотою Kyiv UX Design Community провели мітап в офісі YouScan, в рамках якого відбувся збір коштів на проєкт Social Drone UA.
У складі українських делегацій YouScan взяв участь у конференції OMR 2023 в Гамбурзі, SaaStock 2022 в Дубліні, та WebSummit 2023 і в лінкедині або у різних виданнях.

## Нагороди та визнання
У 2019 році дослідницька агенція Gartner назвала YouScan «Найкращим AI-постачальником для маркетингу», а консалтингова компанія Saas Advisor визнала переможцем у номінації «Візуальні інсайти» на Martech-Challenges Awards.
У тому ж році YouScan була включена до списку найкращих українських продуктових стартапів компаній у Tech Ecosystem Guide To Ukraine 2019 від UNIT.city та Western NIS Enterprise Found.
З 2019 року табличка YouScan розміщена на ‘Ukrainian Startups Wall of Fame’ в Lift99 Kyiv, стартап-хабі для коворкінгу.
Впродовж 2020 та 2021 років YouScan здобував найвищу нагороду в номінації Social Media Analytics Software на G2, платформі відгуків про програмне забезпечення.
У 2020 та 2021 році, платформа YouScan названа найкращою у номінації «Найкраще програмне забезпечення для моніторингу соціальних мереж» від MarTech Breakthrough Awards.
2020 року YouScan увійшла до десяти найкращих компаній-розробників аналітичних рішень для соціальних мереж за версією видання Martech Outlook.
У лютому 2022 року СЕО YouScan Олексій Орап був внесений до списку найвпливовіших професіоналів ринку Social Intelligence — Insider 50 від спільноти The Social Intelligence Lab.
YouScan потрапив у каталог українських компаній, що працюють на західних ринках, що був створений у 2022 році українською ініціативою Spend with Ukraine для просування українських брендів за кордоном.
У 2022 році YouScan була обрана однією з 8 компаній, чиї команди візьмуть участь у стенді української делегації на конференції SaaStock Dublin 2022 під егідою Ukrainian Startup Fund.
У 2023 YouScan був включений в каталоги найбільш успішних українських продуктових стартапів:
- Incredible Tech: Investors guide to Ukrainian IT, розроблений Міністерством цифрової трансформації України разом з Асоціацією IT Ukraine;[81]
- Promising UA Startups: Resilience Edition (огляд 100 найперспективніших українських стартапів) від Українського Фонду Стартапів (USF) та Techosystem, що був представлений на конференції Lviv IT Arena 2023.[82]

В 2-му та 3-му кварталах 2023 поспіль YouScan був визнаний лідером в категоріях «Аналітика та Моніторинг соціальних медіа» на G2, платформі відгуків користувачів про програмне забезпечення.
У 2024 році Newsweek та Best Practice Institute включили YouScan у список Top 100 Most Loved Workplaces of 2024.
У травні 2025 року згідно з опублікованим звітом «State of Social Listening 2025» компанія увійшла до п'ятірки найпопулярніших систем для моніторингу соціальних медіа. У тому ж році компанія увійшла в десятку компаній, де співробітники пишаються своїм місцем роботи за версією Global Most Loved Workplaces 2025.
11 червня 2025 року в рамках Google for Startups Ukraine Support Fund YouScan було обрано одним із 35 українських стартапів, які отримають до 100 000 доларів США у вигляді фінансування без участі в капіталі, постійного наставництва від Google, підтримки продукту та кредитів Google Cloud.